# Ghennadi Prigoda
Ghennadi Prigoda (n. 2 mai 1965, Rostov-pe-Don, RSFS Rusă, URSS) este un înotător rus, medaliat olimpic. A participat la 2 ediții ale Jocurilor Olimpice (1988, 1992) în care a câștigat două medalii de argint și două medalii de bronz.